# 闇に白き獣たちの感触のテーマ
「闇に白き獣たちの感触のテーマ」（やみにしろきけものたちのかんしょくのテーマ）は、東てる美のシングル・レコードである。1978年9月25日にミノルフォンより発売。オリジナル7インチシングル盤規格品番：KA-1140。

## 解説
先に発売（1978年8月25日）されたアルバム『感触』からのシングル・カット。
ジャケット写真は雑誌『映画の友』から提供されている。
A面曲「闇に白き獣たちの感触のテーマ」およびB面曲「空中ブランコ」共に、出版者はラジオ日本音楽出版と麒麟舎（2018年現在）。

## 収録曲
1. 闇に白き獣たちの感触のテーマ（3分53秒）
  - 作詩[3]・作曲：東てる美／補作曲：四方章人／編曲：小笠原寛

JASRACデータベース上では作詞：四方章人、東てる美／作曲：四方章人と登録されている[4]。
2. 空中ブランコ（3分12秒）
  - 作詩：息吹圭一郎／作曲：坂田晃一／編曲：小笠原寛

## 収録アルバム
- 魅惑のムード☆秘宝館（2003年・オムニバス6枚組CD-BOX）
- 感触 (東てる美のアルバム)